# Trematopygodes osflavus
Trematopygodes osflavus là một loài tò vò trong họ Ichneumonidae.